# Партионный учёт
Партионный учёт — метод учёта товарных запасов, по которому каждая партия товаров учитывается обособленно.
На каждую такую партию выписывается под соответствующим номером товарный ярлык. В расходных документах указываются номера партий товаров, а в ярлыке записывают номера расходных документов и количество отпущенных по ним товаров. В бухгалтерии на каждую партию товаров открывают отдельный аналитический счёт, в котором записывают движение каждого тарного места. В конце месяца по счетам аналитического учёта составляют оборотную ведомость, в которой по каждой товарной группе указывают номера партий. По каждой партии показывают количество тарных мест и сумму.

## Списание партий
В партионном учете существует два основных вида списания партий:
FIFO - (Первый вошел первый вышел) когда партии списываются начиная с самой первой, более старой по времени.
LIFO - (Последний вошел первый вышел) когда партии списываются начиная с самой последней, более новой по времени.